# شهرستان لنینسک-کوزنتسکی
شهرستان لنینسک-کوزنتسکی (به لاتین: Leninsk-Kuznetsky District) یک شهرستان در روسیه است که در استان کمروو واقع شده‌است.